# Хипнос
Хипнос (грч. Ὕπνος, лат. Somnus), римски еквивалент је познат као Сомнус је био бог сна и сам сан - перфонификација сна (спавања), син богиње ноћи Никсе и Тартара, бога подземног мрака. 

## Митологија
Хипнос, у грчкој митологији, је са својом мајком Никтом сваке ноћи долазио на свет, тихо се кретао по земљи и мору и свему што живи доносио сан који ослобађа од брига и мука. Његова жена је била Пазитеја, која се сматра за четврту Хариту, или Грацију.
Хипнос, заједно са Танатосом, богом смрти и његовим братом, је живео у подземном свету, у пећини, где се налазила његова палата до које нису допирали сунчеви зраци. На улазу у пећину цветали су макови за које се сматрало да хипнотишу, и остале сличне биљке. Због тога што је Никта била јако моћна, ни сам Зевс се није усуђивао да крочи у Хипносово царство.
Његовој моћи нико није могао одолети, па је два пута, на молбу богиње Хере успавао и самог бога Зевса. Први пут када је Хера хтела убити Херакла после његовог похода на Троју, а други пут када је Посејдону омогућила да помогне Ахејцима у Тројанском рату, иако је Зевс то забранио.